# Develia
DEVELIA S.A. (wcześniej LC Corp S.A.) – spółka holdingowa kontrolująca grupę spółek, których działalność polega na nabywaniu gruntów i budowaniu nieruchomości o przeznaczeniu mieszkaniowym, biurowym, handlowym lub usługowym, a następnie sprzedaży lub najmie lokali położonych w tych obiektach. Od 29 czerwca 2007 r. DEVELIA SA (wówczas LC Corp) jest spółką giełdową, notowaną na Warszawskiej Giełdzie Papierów Wartościowych. Wartość księgowa spółki: 1,53 mld PLN. Akcjonariuszami spółki są głównie otwarte fundusze emerytalne (OFE).
Grupa DEVELIA koncentruje się głównie na mieszkaniowych projektach deweloperskich, ale realizuje też inne projekty, związane z nieruchomościami inwestycyjnymi (biurowce, obiekty komercyjne). Inwestycje mieszkaniowe grupy DEVELIA powstają w sześciu największych miastach Polski – w Warszawie, Krakowie, Katowicach, Gdańsku, Łodzi i we Wrocławiu.